# تان‌دیک
تان‌دیک (به لاتین: Xã Tân Đức) یک قصبه و روستا در ویتنام است که در استان کاماو واقع شده‌است.